# Haushuhn
Das Haushuhn (Gallus gallus domesticus, auch Gallus domesticus), kurz auch Huhn (von mittelhochdeutsch huon) genannt, ist eine Zuchtform des Bankivahuhns, eines Wildhuhns aus Südostasien, und gehört zur Familie der Fasanenartigen (Phasianidae). Landwirtschaftlich zählt es zum Geflügel. Das männliche Haushuhn nennt man Hahn oder Gockel, etwas älter auch Poularde und den kastrierten Hahn Kapaun. Das Weibchen heißt Henne, vom 2. Lebensmonat bis zum Erreichen der vollen Legereife Junghenne, Jungtiere führende Hennen Glucke. Die Jungtiere heißen allgemein Küken.
Das Haushuhn gilt als das häufigste Haustier des Menschen – der durchschnittliche tägliche Weltbestand wird auf mehr als 20 Milliarden Tiere geschätzt, damit kommen auf jeden Menschen drei Hühner. Die Zahl der jährlich geschlachteten Haushühner liegt deutlich über dem durchschnittlichen Bestand und wird auf 45 Milliarden geschätzt. Das ist darauf zurückzuführen, dass Hühner heute in nur wenigen Wochen ihr Schlachtgewicht erreichen. Auf Grund der langen Domestikationsgeschichte ist eine große Vielzahl unterschiedlicher Hühnerrassen entstanden. Allein im europäischen Rassegeflügelstandard werden über 180 Rassen und Farbenschläge unterschieden. In der industriellen Landwirtschaft kommen Hybridhühner (Hybridzucht verschiedener reinerbiger Inzuchtlinien) zum Einsatz, welche sich nicht zur Weiterzucht eignen. Mast- und Legehybride werden von weltweit nur vier Konzernen gezüchtet und vermarktet (Stand November 2013).

## Etymologie
Das meist als Tiername verwendete Wort „Huhn“ ist letztlich abgeleitet von der urindogermanischen Verbwurzel *kan- ‚singen, klingen‘ (lateinisch canō ‚ich singe‘). Im Urgermanischen entwickelte diese Wurzel sich auf Grund der germanischen Lautverschiebung (*k→χ→h) zu *hanô („Hahn“) und *hanjō („Henne“) und, durch den Prozess der Apophonie, auch zu *hōną („Huhn“). Lateinisch wurde das Haushuhn bzw. der Hahn früher Gallus und das weibliche Haushuhn bzw. die Henne Gallina genannt.

## Äußerliche Merkmale

### Größe und Gewicht
Die Urhühner sind im Vergleich zu den üblichen Haushuhnrassen und -schlägen relativ klein mit einem Maximumgewicht von 1,5 Kilogramm der Hähne und 1,0 kg der Hennen.
Unter den Haushühnern gibt es eine große Variation in Größe und Gewicht. Die kleinsten Zwerghühner (Serama) werden teilweise mit 250 g so groß wie eine kleine Taube. Die größten Hühner (meistens Hybriden) können andererseits über 10 kg wiegen, vergleichbar mit einer Pute. Die größten Hühner, die brasilianischen Riesenhühner (Galo gigante), werden häufig über 100 cm groß.

### Bau
Die Form ist je nach Rasse und Schlag ebenfalls sehr unterschiedlich. Die schlanke, gestreckte Form des Urhuhns ist als Landhuhntyp bekannt und wird bei vielen europäischen Rassen gefunden. Viele Rassen amerikanischen und chinesischen Ursprungs entsprechen den sogenannten Cochintyp mit einem schwereren und kugeligen Bau. Ansonsten bestehen Rassen mit genetisch bedingt sehr kurzen oder auch extrem langen Läufen. Die Rückenlinie kann nach hinten leicht ansteigend sein oder auch absenkend bis fast vertikal.

### Kammform
Der Kamm, der bei den wilden Kammhühnern immer einfach und fächerförmig ist, kennt viele Varianten. Häufig wird der Rosenkamm gesehen, der knubbelig und wulstig geformt ist und meistens nach hinten in einem Dorn ausläuft. Gewisse Rassen zeigen einen Hörnerkamm mit zwei fleischigen Hörnern. Selten ist der Becherkamm, bei dem sich zwei parallele Kämme vorne und hinten zu einem Becher vereinen. Sehr klein ist der Erbsenkamm; auch der fehlende Kamm kommt vor.

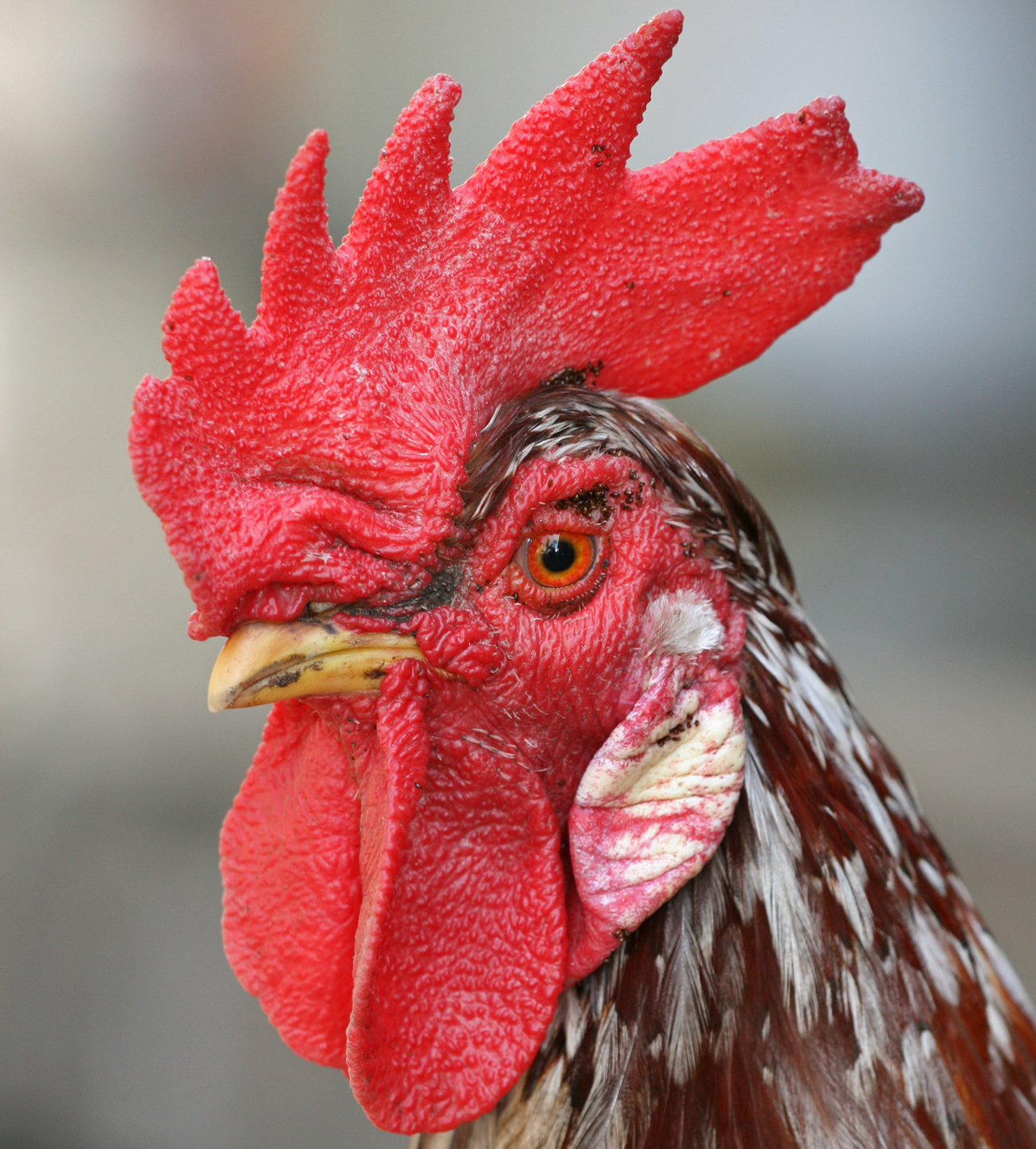
Typischer Hahn

### Sexualdimorphismus
Auffällig ist der äußerliche Unterschied zwischen Hähnen und Hennen innerhalb einer Rasse. Der Kamm ist beim Hahn deutlich größer. Der Halsbehang und der häufig sichelförmige Schwanz bestehen aus langen Federn. Oft besitzt der Hahn im Vergleich zur Henne mehr Farbe im Gefieder. Der Hahn ist größer und wiegt in etwa 1 kg mehr als die Henne.

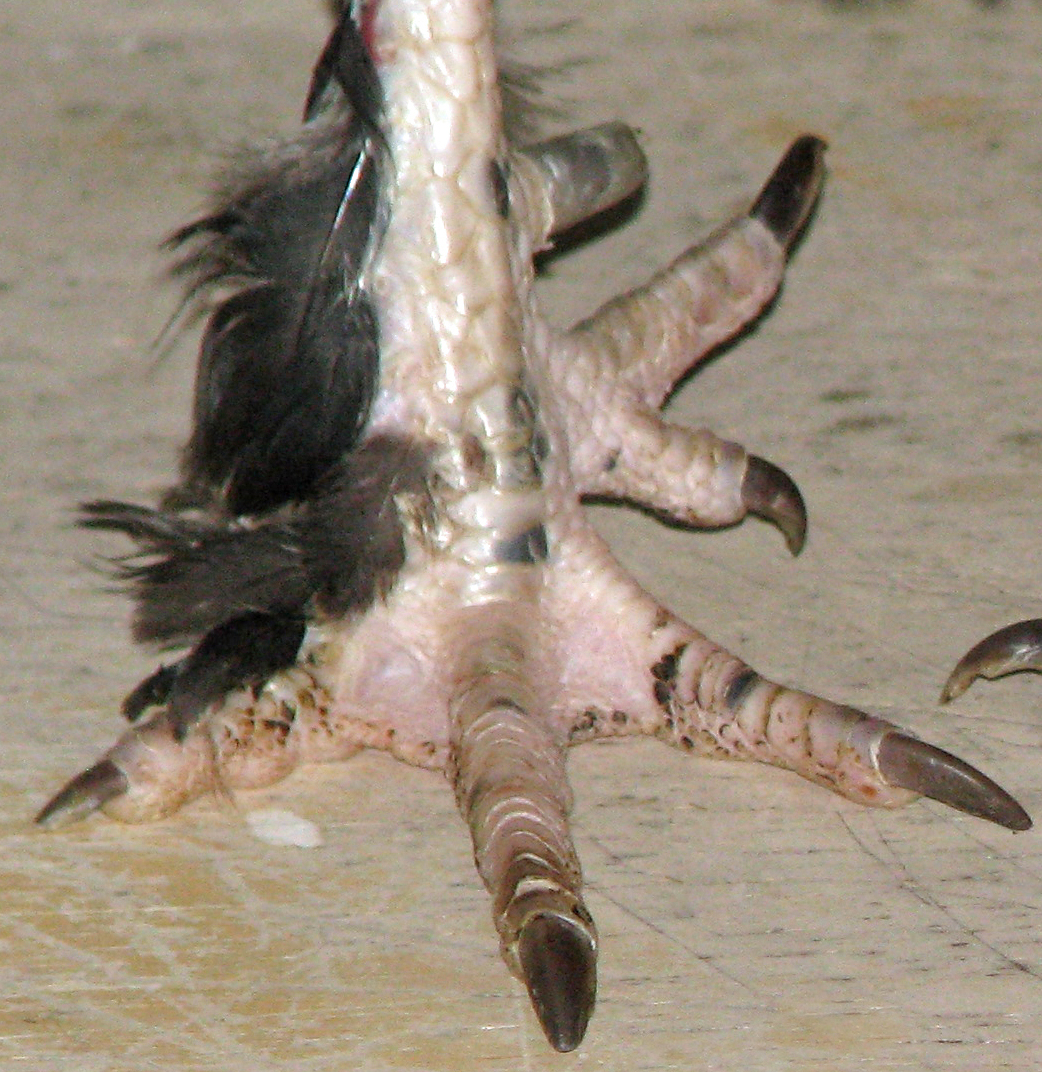
Befederter Lauf mit Polydaktylie

### Läufe
Lauf (eigentlich der Tarsometatarsus, auch Ständer genannt) und Zehen sind meist unbefiedert. Es gibt aber Rassen mit Fußbefiederung (einige Federchen bis zu längeren Federn an den Zehen). Drei Zehen sind nach vorne gerichtet, die vierte Zehe nach hinten. Einige Rassen haben fünf Zehen, d. h. zwei Zehen nach hinten (Polydaktylie).
Ausgewachsene Hähne haben über der/den Hinterzehe(n) einen Sporn, der als Waffe bei Angriffen dient. Dieser Sporn kann bei älteren Tieren ziemlich lang und spitz werden. Bei einigen wenigen alten Hühnerrassen wie beispielsweise dem Sumatra sind Hähne überwiegend mehrspornig.

## Verhalten
Haushühner können, je nach Rasse unterschiedlich, wenige Meter weit fliegen, sind aber bodenorientierte Vögel. Das Haushuhn war die erste standorttreue Vogelart, bei der ein Magnetsinn nachgewiesen wurde.

### Lautäußerungen
Der laute Kikeriki-Schrei (das Krähen) des Hahnes dient zur akustischen Markierung des Reviers. Meist kräht der Hahn morgens bei beginnendem Sonnenaufgang, gegen Mittag und gegen Abend. Der Hahnenschrei diente im Altertum als Zeitangabe römischen Ursprungs. Gallicinum bezeichnet die Mitte zwischen Mitternacht und Sonnenaufgang. Auch zu jeder anderen Tageszeit kann er krähen. Bis heute veranstaltet man Wettkrähen.
Das Gackern, die übliche Lautäußerung aller erwachsenen Haushühner, ist ein verhältnismäßig vielfältiges Verständigungswerkzeug, das Warn-, Droh- und Lockrufe aber auch Wehlaute wie Unbehagen umfasst.

### Nahrung

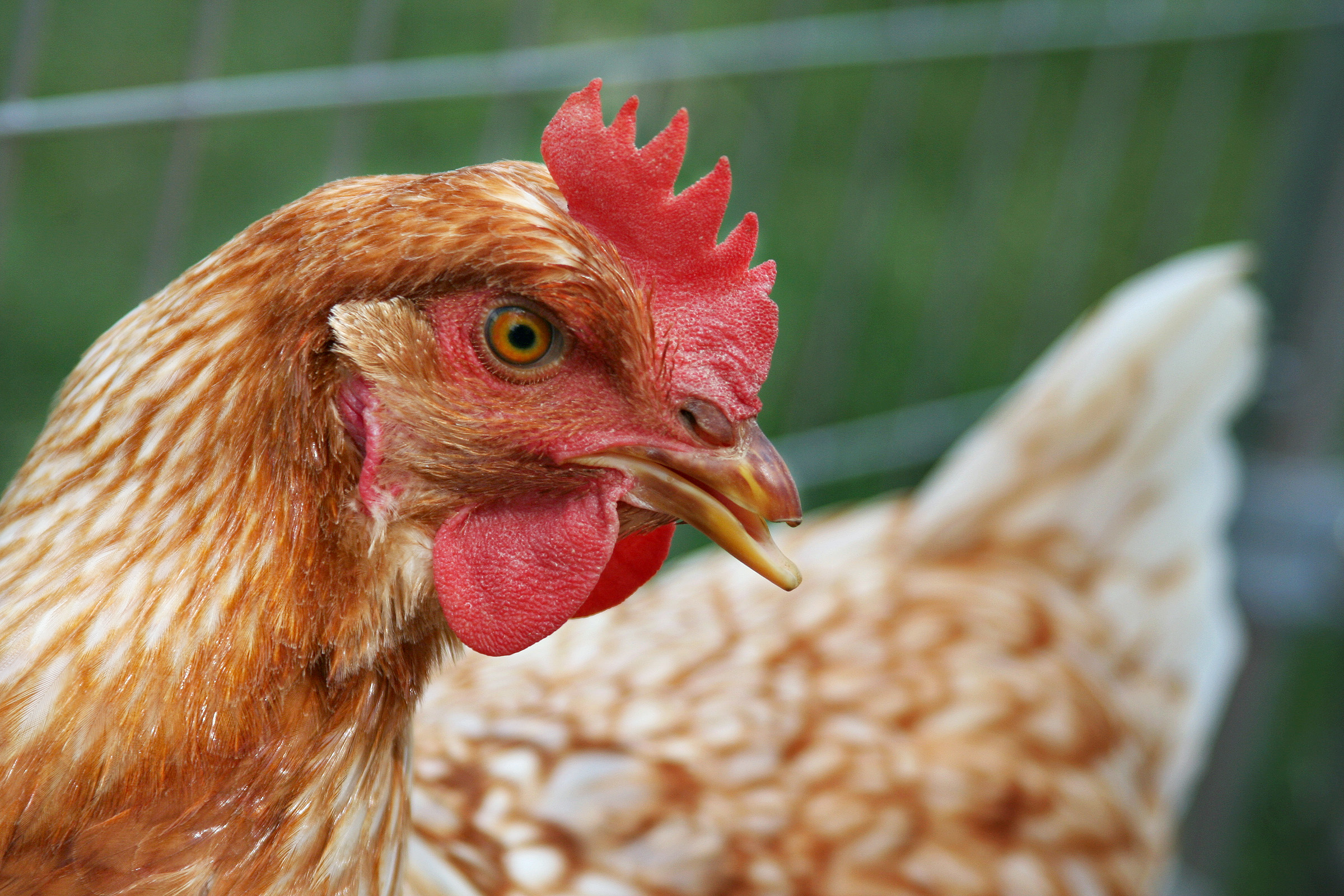
Henne mit kupiertem Schnabel

Im natürlichen Lebensraum fressen Hühner Gras, Körner, Würmer, Schnecken, Insekten und sogar Mäuse. Hühner sind während der Nahrungssuche sehr wachsam und halten sich gerne in deckungsreicher Landschaft auf. Um etwas Fressbares zu finden, scharren sie oft mit den Füßen auf dem Boden. In ihrem Magen zerkleinern Gastrolithen die harte Nahrung. Das hier gezeigte Bild der braunen Hybridhenne ist ein Beispiel für das Schnabelkupieren, das in der Geflügelindustrie zur Vermeidung von Kannibalismus praktiziert wird. Dadurch wird aber auch das Futterpicken erheblich erschwert.

### Legeverhalten
Haushühner können im Jahr ca. 250 bis 300 Eier legen (Legerassen), wenn ihnen täglich das gelegte Ei weggenommen wird. Würden die Eier nicht entfernt, so würde die Henne mit dem Brüten beginnen, sofern ihr Bruttrieb genügend ausgeprägt ist. Bei modernen Rassen wurde der Bruttrieb jedoch gezielt weggezüchtet oder stark reduziert. Durch eine Futterumstellung auf ausschließlich Weizen kommt in den meisten Fällen der Bruttrieb wieder zum Vorschein. Das Brutverhalten ist manchmal gestört, so dass die Henne die Eier nicht fertig bebrütet und vorzeitig das Nest verlässt. Dieses Fehlverhalten zeigen oftmals Hühner, die selbst in Brutapparaten geschlüpft sind. Die Brutdauer beträgt im Normalfall 21 Tage.
- Früheste Gestationsphasen und Blutkreislauf des Hühnerembryos

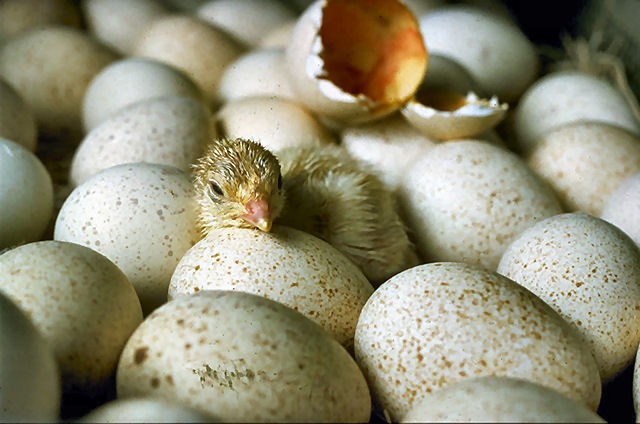
Geschlüpftes Küken

### Sozialverhalten

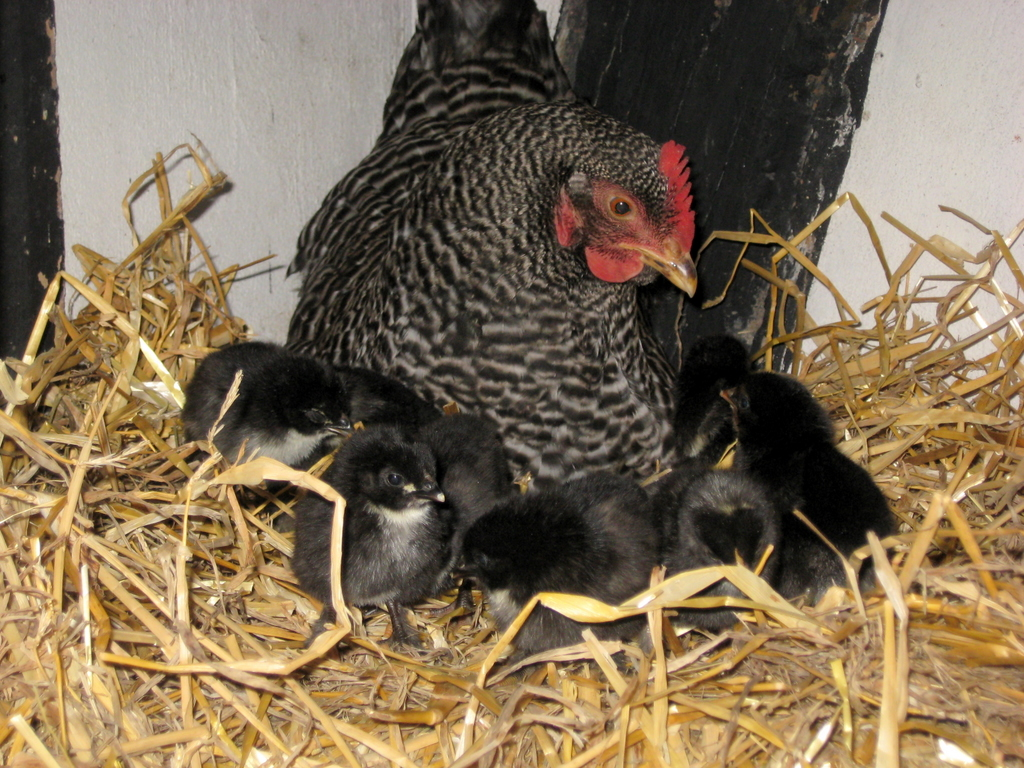
Glucke mit Eintagsküken

Sprichwörtlich geworden ist die so genannte Hackordnung der Hühner. Diese ist aber, im Vergleich etwa zur Situation bei anderen sozial lebenden Tierarten, recht flexibel. Da Hühner möglichst hochgelegene Schlafplätze bevorzugen (frei lebende Hühner schlafen nachts auf Bäumen), sollten Sitzstangen in Ställen möglichst in gleicher Höhe angebracht sein, um ständige Rangordnungskämpfe um den besten Schlafplatz zu vermeiden. Auch das Körnerfutter wird breitflächig gestreut, damit rangniedere Tiere nicht zu kurz kommen. Unabhängig von der Art der Haltung können Probleme wie Federpicken und sogar Kannibalismus auftreten.
Eine Studie zeigt jedoch, dass bei der Zweinutzungsrasse Lohmann Dual die Verhaltensstörungen (Federpicken, Kannibalismus) weniger stark auftreten.
In den sogenannten Legehennenbatterien ist das Sozialverhalten gestört und die Tiere leiden u. a. wegen des Platzmangels an Langeweile, und weil sie ihren Scharrtrieb nicht befriedigen können.
Nach jüngeren Forschungen verfügen Hühner über ein sehr ausgeprägtes Sozial- und Kommunikationsverhalten. So lassen physiologische Messwerte bei Hennen auf deren Empathie gegenüber Küken schließen. Ebenfalls sind nun mehr beachtliche Intelligenzleistungen nachgewiesen, wie etwa logisches Lösen von Problem- oder Aufgabenstellungen auch unter veränderlichen Versuchsbedingungen.

## Lebensverlauf
Über das maximale Alter des Huhns gibt es wenige zuverlässige Aussagen. In Fachbüchern finden sich teilweise Altersangaben von bis zu 50 Jahren. Den meisten Berichten zufolge werden Haushühner (wenn nicht zuvor geschlachtet) etwa um die 5–7 Jahre, in einzelnen Fällen 8–9 Jahre alt. Legehühner sterben meistens früher als freilebende Hühner, welche nicht dem Stress des ständigen Eierlegens ausgesetzt sind. Ab dem Alter von zwei Jahren nimmt die Eierproduktion merklich ab.

## Krankheiten und Parasiten

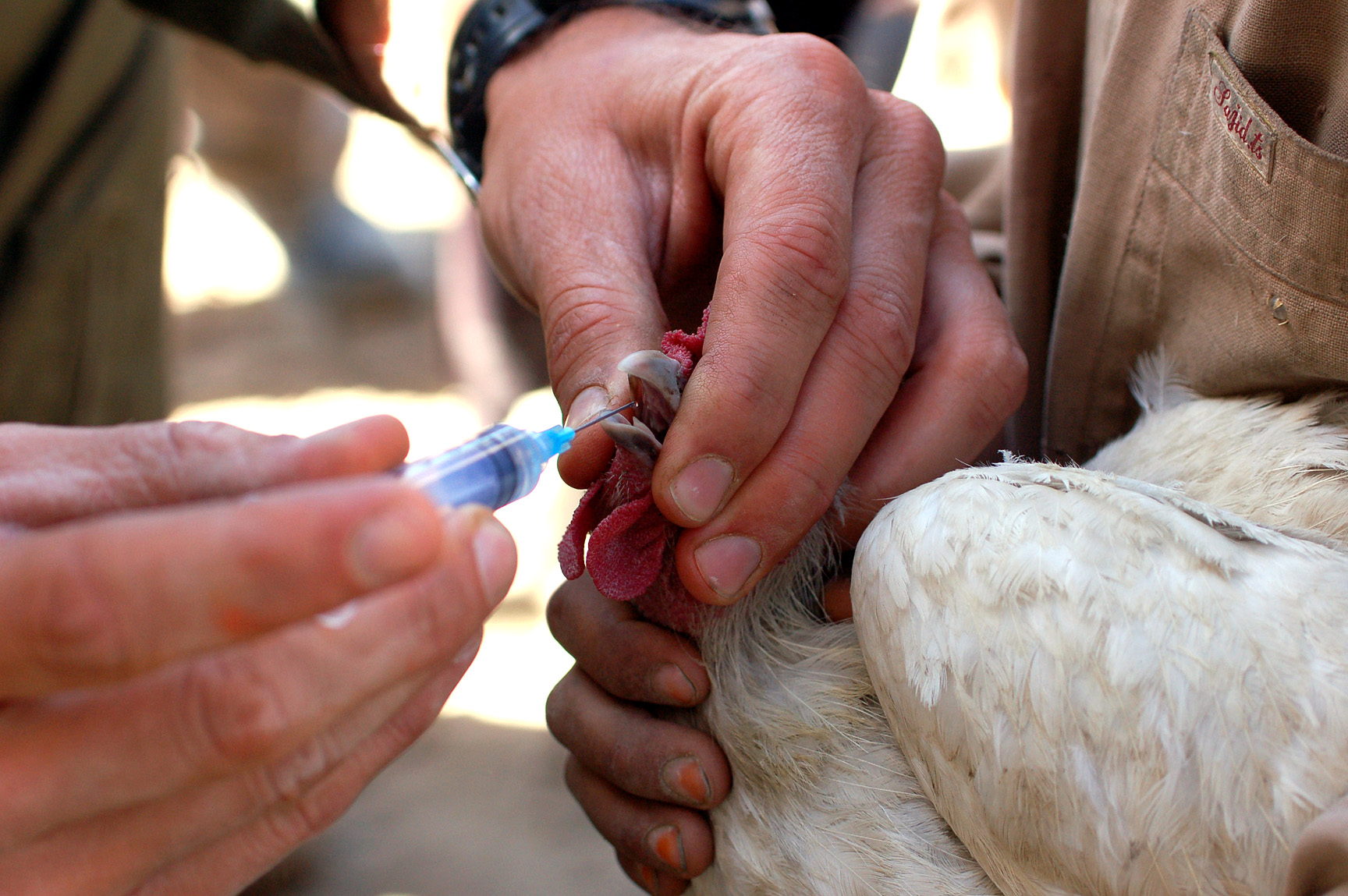
Impfung eines Huhnes

Neben der Geflügelpest können Milben, Fußräude, Pips und Coligranulomatose auftreten. Es kann außerdem zu Missbildungen wie der Abrachie – dem Fehlen der Flügel – kommen, welche vererbt werden. Des Weiteren sind Kokzidiose, eine Durchfallkrankheit, und Marek, eine Lähmung, häufige Todesursachen bei Küken und Jungtieren. Eine Seuche, für die in Deutschland Impfpflicht besteht, ist die Newcastle-Krankheit. Diese für Tiere aller Altersstufen gefährliche Seuche wird durch aviäre Paramyxoviren des Serotyps 1 übertragen und kann zu Ausfällen von bis zu 100 % führen.

## Domestikationsgeschichte und Ausbreitung

### Allgemein
Die Domestizierungsgeschichte des Haushuhns ist schwieriger nachzuvollziehen als die von größeren Haustieren wie Schafen oder Rindern. Hühnerknochen bleiben seltener erhalten als die großer Säuger, sie geraten eher als diese in andere archäologische Schichten und gefundene Knochen sind schwierig zu interpretieren, da sowohl die Wildform des Haushuhns als auch Frankoline sehr ähnliche Knochen haben. Bis in das letzte Viertel des 20. Jahrhunderts machten sich die meisten Archäologen bei Ausgrabungen nicht die Mühe, diese Knochen aufzubewahren, da man davon ausging, dass sie keine wesentlichen Erkenntnisse liefern würden. Diese Einschätzung hat sich geändert, weil sich die Überzeugung durchgesetzt hat, dass Hühnerknochen wichtige Schlüsse liefern können über Ernährung, soziale Struktur, Handelsrouten und den Zustand der Umwelt.

### Genetische Herkunft
Bereits Charles Darwin nahm im Jahr 1868 an, dass das Haushuhn von dem in Südostasien verbreiteten Bankivahuhn (Gallus gallus) abstammt. Er begründete dies mit anatomischen Merkmalen, schloss aber gleichzeitig andere Vertreter der Kammhühner (Gallus) aus, da Kreuzungen zwischen diesen und dem Haushuhn jeweils zu unfruchtbaren Nachkommen führten. Die Ansicht wurde nachfolgend vielfach geteilt. Erste unabhängige Bestätigungen gelangen aber erst im Verlauf des 20. Jahrhunderts. Eine genetische Studie aus dem Jahr 1968 demonstrierte Übereinstimmungen in den Proteinstrukturen der Eier beim Haushuhn und beim Bankivahuhn, gleichzeitig bestanden Abweichungen zum Sonnerathuhn (Gallus sonneratii). Rund dreißig Jahre später zeigte eine molekularbiologische Untersuchung die monophyletische Beziehung des Haushuhns zum Bankivahuhn auf. Im Jahr 2020 wurden mehrere genetische Analysen veröffentlicht, die über 860 Genomsequenzen des Haushuhns zuzüglich aller wildlebenden Angehörigen der Kammhühner einbezogen. Diese identifizierten die im westlichen Teil des festländischen Südostasiens bis ins südliche China verbreitete Unterart des Burma-Bankivahuhns (Gallus gallus spadiceus) als Ausgangsform des Haushuhns. Die Trennung der beiden Linien erfolgte vor rund 8100 Jahren. Lokal wurden vermutlich auch einzelne andere Formen eingekreuzt, da sich mitunter genetische Marker des Sonnerathuhns fanden.

### Ost- und Südostasien
Lange Zeit hielt man Knochenfunde aus China für Hinweise darauf, dass bereits im 6. Jahrtausend v. Chr. eine erfolgreiche Domestizierung stattgefunden hatte. Aus einer Reihe mittelneolithischer Fundstellen lagen als Hühnerknochen interpretierte Reste vor. Als einer der ältesten Kandidaten galt Cishan in der nordostchinesischen Provinz Hebei mit Alterswerten um 7900 Jahren vor heute, eine weitere Fundstelle, Nanzhuangtou in der gleichen Provinz, sollte dies auf bis zu 10.400 Jahre vor heute zurückverlagern. Weitere Lokalitäten mit möglichen Haushuhnresten schlossen sich in westlicher Richtung an, so vom Lössplateau wie etwa Dadiwan in der Provinz Gansu. Die sehr frühe Domestizierung in China wurde aber auch kritisch gesehen. Das Gebiet liegt zum einen außerhalb des natürlichen Vorkommens der Kammhühner, zum anderen sprechen die kühleren und trockeneren klimatischen Bedingungen dagegen, die den eigentlich tropisch beheimateten Vögeln keine ausreichend guten Lebensbedingungen boten. Eine Domestizierung sollte somit zuerst in geeigneten Landschaften stattfinden, erst dann gefolgt von einer Anpassung an weniger günstige Siedlungsräume. Ebenso ist darauf hingewiesen worden, dass in der Regel nicht das Alter der Knochen bestimmt worden sei, sondern die Schicht, in der sie gefunden wurden, was bei Hühnerknochen als problematisch eingestuft wird. Einzelne anatomische Analysen an den postulierten Haushuhnresten von insgesamt 18 neolithischen Fundstellen des nordöstlichen Chinas kamen Mitte der 2010er Jahre zu dem Schluss, dass es sich weitgehend um Verwechslungen mit wildlebenden Fasanenvögeln handelt. Unterstützung findet dies durch eine genetische Untersuchung von Funden vom Lössplateau im Jahr 2020. Als damit momentan ältester gesicherter Haushuhnfund in China kann ein Teilskelett aus Yinxu in der zentralchinesischen Provinz Henan angesehen werden, welches der Shang-Dynastie um 1200 bis 1046 v. Chr. angehört. Möglicherweise verweisen aber schriftliche Überlieferungen auf eine Hühnerhaltung in China bereits um 1400 v. Chr.
Als Alternative zu einer chinesischen Herkunft des Haushuhns wurde daher das festländische Südostasien in Betracht gezogen, das im Verbreitungsgebiet der Kammhühner liegt und somit auch die naturräumlichen Voraussetzungen bietet. Fürsprechend waren zudem auch genetische Daten. Aus dem regionalen Neolithikum sind mehrere Siedlungen bekannt, die den Zeitraum von etwa 4000 bis 1500 v. Chr. abdecken und zahlreiche Vogelreste enthalten, unter denen die Fasanenvögel dominieren. Anhand von Untersuchungen an wildlebenden und gezähmten Kammhühnern sowie an Haushühnern wurde darüber hinaus festgestellt, dass diese sich durch eine Reihe von anatomischen Merkmalen abgrenzen. Hierzu gehören eine allgemeine Größenreduzierung bei gezähmten Kammhühnern im Vergleich zu ihren wildlebenden Verwandten, eine zunehmende robuste Gestaltung der Beinknochen, während die Flügelknochen prinzipiell graziler werden. Im Lichte der Domestizierung sollten diese Charakteristika beim Übergang vom Bankivahuhn zum Haushuhn auch im Fundmaterial hervortreten. Eine Erhebung aus dem Jahr 2022, die die prähistorischen und historischen Funde des Haushuhns weltweit berücksichtigte, kommt zu der Überzeugung, dass die ältesten eindeutigen Reste des Haushuhns von einigen jungsteinzeitlichen Lokalitäten in Thailand stammen. Stellvertertretend hierfür bildet die Fundstelle Ban Non Wat im nördlichen Landesteil einen zentralen Punkt. Sie datiert zwischen 1650 und 1250 v. Chr. Nahezu 95 % aller Vogelfunde werden dort dem Haushuhn zugerechnet. Die Studien deuten darauf hin, dass die Domestizierung durch den Anbau von Trockenreis in Südostasien begünstigt wurde, da Kammhühner zumindest jahreszeitlich bedingt auch als ausgesprochene Körnerspezialisten auftreten. Die zunehmende Kultivierung von Reis im Neolithikum Südostasiens erschloss den Tieren somit eine Nahrungsquelle und führte zur unmittelbaren Nachbarschaft zum Menschen. In diesem Sinne ist die Haustierwerdung des Bankivahuhns und die weitere Ausbreitung des Haushuhns zu betrachten.

### Süd- und Zentralasien

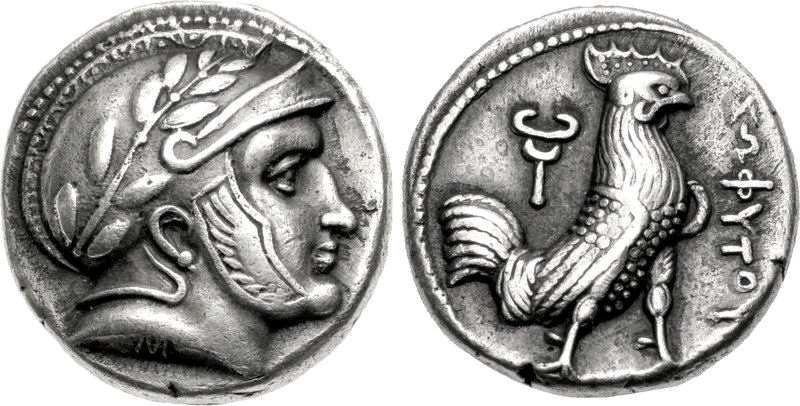
Drachme des baktrischen Königs Sophytes mit Darstellung eines Hahnes um 300 v. Chr.

Neben den vermeintlichen frühen chinesischen Funden des Haushuhns sahen Wissenschaftler Knochenreste aus der Indus-Kultur, die in den Zeitraum von 2500 bis 2100 v. Chr. gehören, als älteste sichere Hinweise auf das Haushuhn an. Postuliert wurde diese Annahme im Jahr 1963 durch Frederick Everard Zeuner, wobei unterstützend hierfür einige vereinzelte Knochenfunde aus den Fundstätten Harappa und Mohenjo-Daro in Pakistan vorlagen. Die neuen Erkenntnisse zur genetischen Verwandtschaft und Herkunft des Haushuhns stellen dies jedoch in Frage. Einerseits liegt der gesamte Kulturraum in der Verbreitungsregion der Kammhühner, andererseits ist der Domestizierungsstatus der Tiere beziehungsweise die genaue Zuweisung der Knochen unklar. An einzelnen weiteren Fundstellen in Indien treten Haushühner in der Harappa-Stufe nicht auf, sind aber für die nachfolgende Jorwe-Stufe um 1500 bis 1200 v. Chr. nachgewiesen. Dies stimmt weitgehend mit vedischen Schriften überein, die das Haushuhn erst für den Zeitraum um 1200 v. Chr. erwähnen. Weiter im zentralasiatischen Raum tritt das Haushuhn um 500 v. Chr. auf, etwa in skythischen Gräbern der Pasyryk-Stufe im Altai sowie in der Festung Kurgansol und dem Siedlungshügel Kyzyltepa, beide in Usbekistan. Spätestens ab 400 v. Chr. war das Haushuhn hier regelmäßig präsent, wie etwa rund 460 Eierschalenfragmente aus Bash Tepa, wiederum Usbekistan, zeigen. Eine Untersuchung von rund einem Dutzend Fundstellen aus dieser Zeitepoche bis etwa 1000 n. Chr. untermauert eine Verbreitung entlang der Seidenstraße. Aufgrund der zahlreichen Funde, vor allem auch an Eierschalen, wird vermutet, dass das Haushuhn dort auch außerhalb der eigentlichen Fortpflanzungsperiode brütete und somit offensichtlich schon der Eierproduktion diente.

### Altägypten, Nordostafrika und Westasien
Die Annahme, dass das Haushuhn im Alten Ägypten bereits um ca. 1475 v. Chr. bekannt war, ist ebenfalls strittig. Als Belege hierfür dienen Inschriften auf den Wänden des sogenannten Annalensaals im Amun-Tempel in Karnak, den Thutmosis III. (* um 1486 v. Chr.; † 4. März 1425 v. Chr.) errichten ließ. Diese berichten von seinen Feldzügen, wobei auch die Tributzahlungen der unterworfenen Länder in Mesopotamien erwähnt werden, darunter nach überwiegender Meinung auch vier Hühner. Aus zooarchäologischer Sicht ist das Haushuhn zu dieser Zeit im Zweistromland bisher nicht identifiziert. Ähnlich verhält es sich mit einer Vase aus dem Grab (TT100) des altägyptischen Wesirs Rechmire aus derselben Zeit, bei der man eine minoische Tributzahlung mutmaßt. Die auf dieser Vase befindliche grobe Darstellung eines Vogels mit Kamm, zwei Kehllappen und einem spitz zulaufenden Schnabel gilt teilweise als älteste bekannte Abbildung eines Hahns, was andere Wissenschaftler als Fehlinterpretation einstufen. Ebenso ist die Wiedergabe eines Hahnes auf einem kleinen Kalkstein, den Howard Carter unweit des Grabs von Tutanchamun fand und der auf 1300 v. Chr. und 1100 v. Chr. datiert, nicht unstrittig.
Eindeutig gesicherte Funde von Haushühnern finden sich im Alten Ägypten erst in der Achämenidenzeit um 550 bis 330 v. Chr. Etwas älter, aus der vor-aksumitischen Zeit um 920 bis 820 v. Chr. sind Hühnerknochen aus der Siedlung Mezbar im nördlichen Äthiopien, deren Alter mit Hilfe der Radiokarbonmethode bestimmt wurde. Das Haushuhn hier könnte aus dem Vorderen Orient eingebracht worden sein. Dort erwiesen sich zwar anfänglich sehr alte, als bronzezeitlich interpretierte Reste aus Korucutepe im zentralen Anatolien als mittelalterliche Einschlüsse, doch verweist eine wenn auch unvollständige Darstellung aus dem ausgehenden 13. Jahrhundert v. Chr. am Ishtartempel von Aššur im Irak möglicherweise auf das Haushuhn. Nachfolgend ist es im Zeitraum vom 12. bis 10. Jahrhundert v. Chr. vereinzelt im Fundgut Mesopotamiens vertreten. Vor allem in neuassyrischer Zeit nimmt das Haushuhn an Zahl zu. Dies gipfelt darin, dass in der Levante in der hellenistischen Epoche möglicherweise erstmals die ökonomische Bedeutung als Nahrungsressource erkannt wurde. Als Indizien dafür sprechen unter anderem mehr als 1000 Funde aus Maresha, die teilweise Schnittspuren tragen oder anderweitige Manipulationen aufweisen. Ihr Alter lässt sich, absolut datiert, dem Übergang vom vierten zum dritten vorchristlichen Jahrhundert zuschreiben.

### Europa

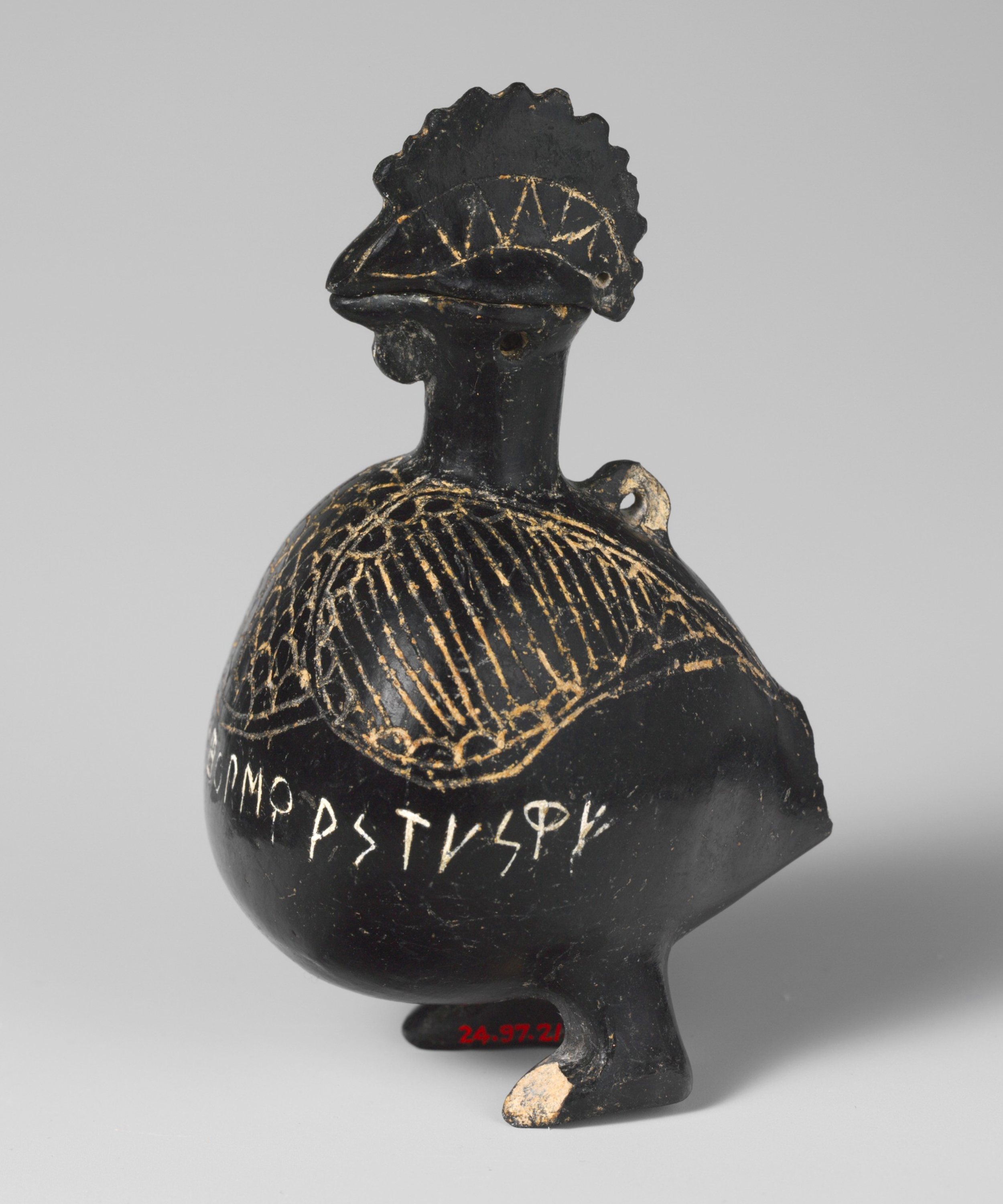
Bucchero-Hähnchen von Viterbo

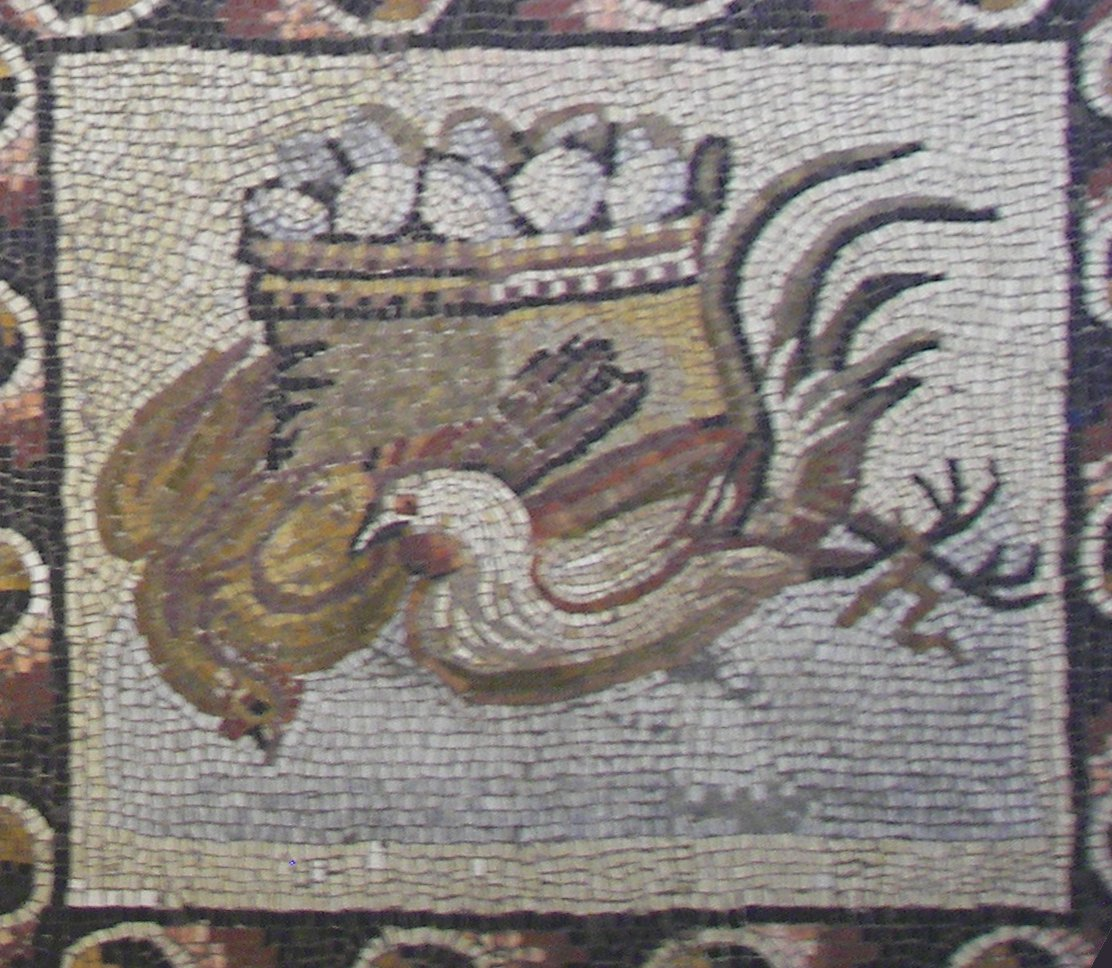
Römische Darstellung von Haushühnern (Vatikanische Museen)

In der forschungsgeschichtlichen Vergangenheit wurde das Haushuhn teilweise in einem sehr frühen, mitunter neolithischen Zusammenhang berichtet. Dies betrifft vor allem einige südosteuropäische Fundstellen mit Alterswerten um 5000 bis 4000 v. Chr. Die Überzeugung war kongruent zu der Annahme einer sehr frühen Domestizierung des Haushuhns in China und einer möglichen Ausbreitung über Zentralasien. Die meisten Knochenfunde von Haushühnern wurden allerdings nur relativ datiert, also im Schicht- und Fundzusammenhang der jeweiligen archäologischen Befunde. Im Jahr 2022 vorgenommene absolute Datierungen an mehreren Funden des Haushuhns aus verschiedenen Bereichen Europas ergaben aber für diese sehr alten Reste, dass es sich zumeist um moderne Einschlüsse in den archäologischen Kontext handelt. Demnach lassen sich die bisher ältesten eindeutigen Funde des Haushuhns in Europa aus Italien nachweisen, so aus Forcello im Norden des Landes mit Radiokarbon-Alterswerten um 770 v. Chr. Einen möglicherweise älteren Nachweis, jedoch ohne absolute Altersmessung, könnten einige Knochenreste aus einem Grab der Latialen Kultur des 9. Jahrhunderts v. Chr. im ebenfalls norditalienischen Montecucco liefern. Es wird vermutet, dass griechische Händler das Haushuhn aus dem nördlichen Afrika mitbrachten, da zumindest für die phönizischen Küstengebiete ähnlich alte Funde dokumentiert sind. Das sporadische Auftreten des Haushuhns im südlichen Europa deckt sich mit dem Umstand, dass die Vögel im griechischen Kulturraum bei Homer (ca. 800 v. Chr.) noch nicht erwähnt werden. Sie finden sich verstärkt erst später auf schwarzfigurigen Vasen. Ebenso werden sie im Nachfolgenden gelegentlich von den Etruskern benannt. In diesen Zusammenhang gehört auch das Bucchero-Hähnchen von Viterbo, eine als Gefäß dienende etruskische Keramikfigur aus dem 7. Jahrhundert v. Chr. Das Haushuhn im südlichen Europa der Antike hatte damals aber noch keine Nahrungsrelevanz, sondern vermutlich eher symbolischen Charakter. So wurden die Tiere für den Hahnenkampf gehalten, was nicht nur schriftlich, sondern auch bildlich überliefert ist, oder dienten als Kennzeichen auf den Schilden der Krieger. Einigen späteren althistorischen Berichten ist dabei zu entnehmen, dass offensichtlich schon mehrere Phänotypen bestanden. Unterscheidbar waren Typen mit langen bartartigen Federn an den Kopfseiten und unterhalb des Schnabels sowie mit Rosenkamm. Bei beiden handelt es sich um Ergebnisse von Mutationen, im ersteren Fall der sogenannten MB-, im letzteren der R-Muatation.

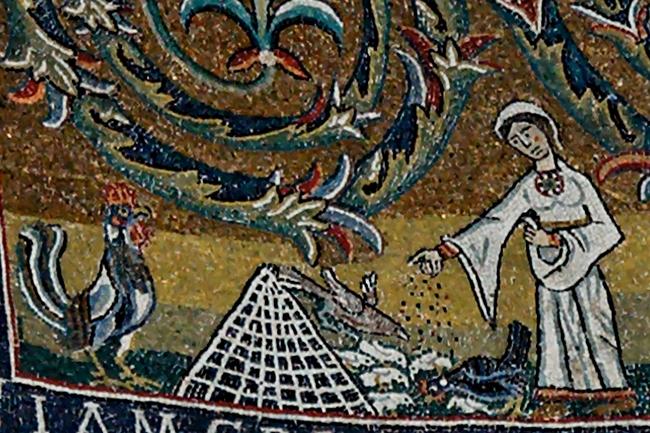
Darstellung einer Hühnerfütterung. Mosaik in der Apsiskalotte der Basilika San Clemente in Rom, 12. Jahrhundert

Vermutlich über die griechisch-phönizischen Importe verbunden mit keltischen Wanderungen gelangte das Haushuhn nach West- und Mitteleuropa. Sichere Belege gehören der frühen Eisenzeit (Hallstattkultur) an. Mit rund zwei Dutzend Resten ist das Haushuhn auf der Heuneburg bei Hundersingen vertreten. Mitunter werden Reste auch in einem spätbronzezeitlichen Zusammenhang gebracht, doch sind diese in der Regel nicht absolut datiert. Der älteste nordalpine Fundnachweis, der mit Hilfe der Radiokarbonmethode bestimmt wurde, kommt aus Rubín in Tschechien. Es handelt sich um das Skelett eines Hahnes mit Alterswerten um 540 bis 400 v. Chr. Insgesamt ist das Haushuhn im eisenzeitlichen Europa eher selten anzutreffen. Ein größerer Teil der Knochen ist im Siedlungskontext zu betrachten, mit nur wenigen Ausnahmen handelt es sich oft um einzelne Fundobjekte. Vermutlich fungierten die Tiere ähnlich wie in Südeuropa weniger als eine Nahrungsressource, sondern wurde vielmehr als Exot angesehen. Ein deutlich größerer Einfluss ist erst mit der römischen Expansion zu verzeichnen. Zu dieser Zeit steigt nicht nur die Anzahl an Haushuhnfunden im nördlicheren Europa an. Häufig kommt es zur gemeinsamen Bestattung mit dem Menschen. Auf einzelnen Gräberfeldern sind dabei strikte Trennungen vorhanden, so dass Hennen ausschließlich mit Frauen und Hähne mit Männern ins Grab gelangten. Die weitere Nordexpansion des Haushuhns nach Skandinavien und in das Baltikum ist dann für das erste nachchristliche Jahrtausend verzeichnet. Erst in die Phase der römisch unterstützten und später fortgesetzten Ausbreitung des Haushuhns fällt auch eine verstärkte Nutzung zur Nahrungsversorgung. Als Beispiel hierfür dient die Fundstelle Velsen in den Niederlanden aus der ersten Hälfte des ersten Jahrhunderts n. Chr., wo knapp 2600 Haushuhnreste zu Tage traten.

### Sundainseln, Ozeanien und Amerika
Auffallend ist ein früher Nachweis des Haushuhns auf den Salomonen und auf Vanuatu. Absoluten Datierungen an Funden auf den Reef Islands und auf Efate zufolge fällt er in die erste Hälfte des 1. Jahrtausends v. Chr. Zeitlich entspricht dies der Lapita-Kultur, deren Träger den Vogel wohl mit in die Region brachten. Dies spricht aber auch dafür, dass sich das Haushuhn relativ schnell über die südostasiatische Inselwelt ausgebreitet hatte. Die ältesten Funde dort sind jedoch bisher von den zu Indonesien gehörigen Banda-Inseln überliefert. Zeitlich sind diese etwas jünger anzusetzen als jene Melanesiens und Polynesiens. Die übrige Inselwelt des Pazifiks wurde dahingegen recht spät erreicht. Auf Hawaii ist das Haushuhn ab rund 1300 n. Chr. belegt. Nach Australien und Neuseeland gelangte es erst mit den europäischen Siedlern im Jahr 1788 beziehungsweise 1773.
Vergleichbar zu den beiden letztgenannten Regionen brachte nach allgemeiner Vorstellung die europäische Besiedlungswelle das Haushuhn nach Süd- und Nordamerika. Die ersten dokumentierten Importe erfolgten im Jahr 1493, als Christoph Kolumbus auf seiner zweiten Reise nach Hispaniola auch 200 Hühner dabei hatte. Im Jahr 2002 wurden jedoch von Archäologen an der Westküste Südamerikas in der präkolumbianischen Siedlung El Arenal unweit der chilenischen Stadt Arauco rund 50 Hühnerknochen gefunden. Die Ortschaft selbst bestand etwa im Zeitraum von 700 bis 1390 n. Chr. Radiokarbon-Daten der Hühnerknochen ergaben einen Alterswert von 622 Jahren, was in die Endphase der Besiedlungsgeschichte von El Arenal fällt. Nachfolgende weitere Datierungen erbrachten ein vergleichbares Ergebnis, darüber hinaus wiesen DNA-Untersuchungen Verbindungen zwischen den Funden aus El Arenal und polynesischen Hühnern aus. Auch wenn einige Skeptiker die Ergebnisse der Untersuchungen anzweifelten, verdichteten sich dadurch die Hinweise, dass noch vor den Europäern einige Polynesier das Haushuhn in Südamerika eingeführt hatten. Inwiefern diese aber die Einwohner Amerikas beeinflussten, ist unklar. Berichte über pfauengroße Hühner, die von den Ureinwohnern auf den Märkten verkauft würden, so unter anderem von Hernán Cortés an den spanischen König im Jahr 1519, beziehen sich auf den Truthahn. Andere betreffen aller Wahrscheinlichkeit nach die mit dem Haushuhn nicht näher verwandten Hokkohühner, die halbwild in Dörfern im Amazonas gehalten wurden und werden. Unabhängig davon fand das Haushuhn mit den Siedlern aus der Alten Welt in Südamerika sehr schnell weite Verbreitung. Bereits gegen Ende des 16. Jahrhunderts war es im Gebiet des heutigen Boliviens, Perus und Mexikos üblich, Steuern mit Hühnern und Eiern zu begleichen. Eine weitere Folge der neuen Einwanderung war, dass die Siedler nicht nur aus Europa, sondern auch aus Afrika sowie Asien kamen und jeweils ihre Haus- und Nutztiere mitbrachten, wodurch zum Beispiel Hühner der Bantu-Völker Afrikas um 1575 in das Gebiet des heutigen Brasiliens gelangten.

### Neuzeit

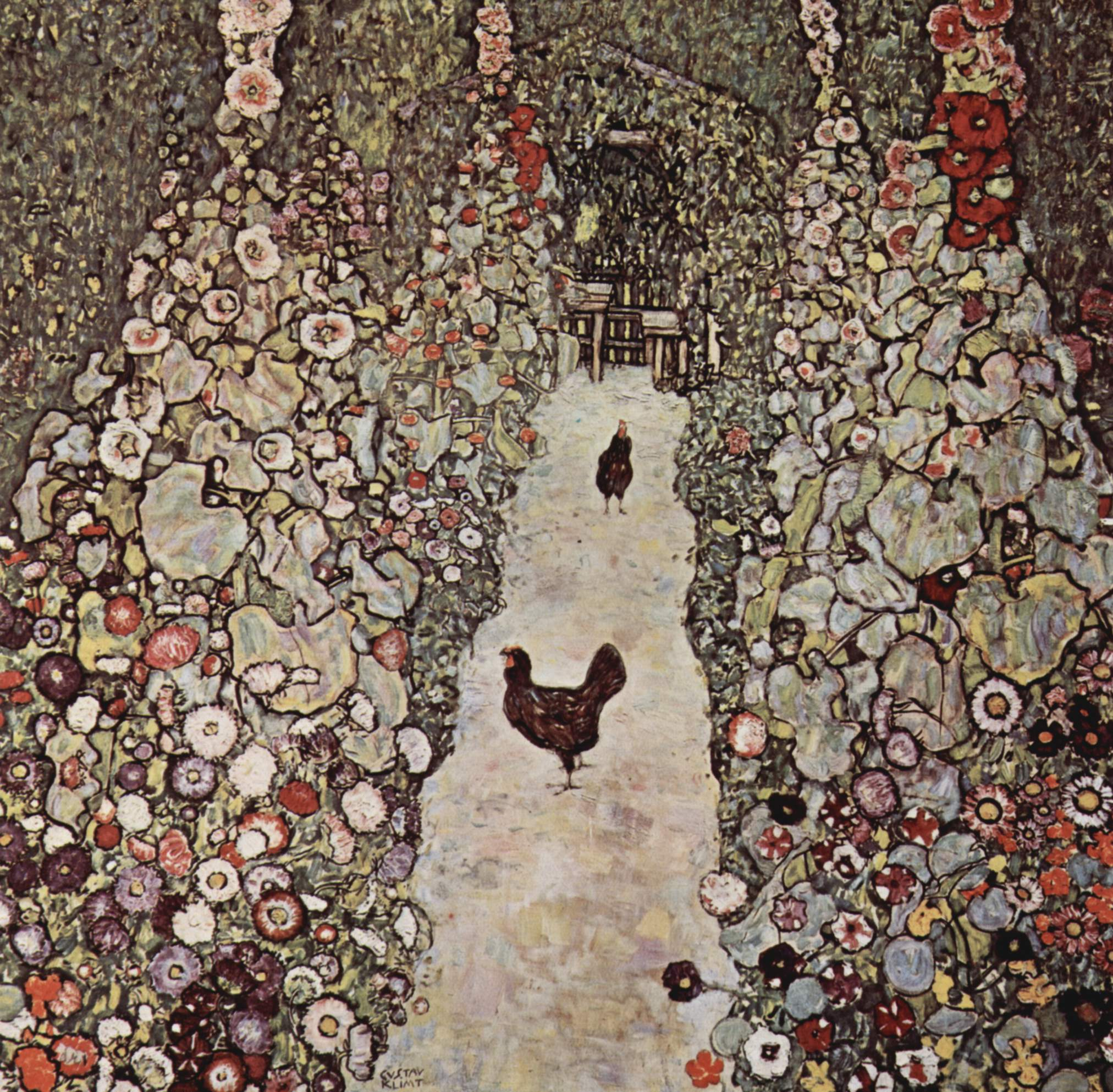
Gustav Klimt, 1917: Garten mit Hähnen

Die bis ins 19. Jahrhundert währende relative Isolation des ländlichen Raums, durch den kein oder wenig Austausch von Tieren mit anderen Regionen stattfand, führte zur Entwicklung zahlreicher Landrassen. Ein Interesse an der Entwicklung von Zuchtstandards begann erst allmählich im 18. Jahrhundert, auch wenn es einzelne Rassen bereits im 16. Jahrhundert gab. Die ersten Zuchtschauen gab es im frühen 19. Jahrhundert, sie wurden jedoch erst in der zweiten Hälfte des 19. Jahrhunderts zu populären Veranstaltungen. In diesen Zeitraum fällt auch die Gründung der ersten Zuchtverbände.
Zu dem zunehmenden Interesse an neuen Hühnerrassen beziehungsweise an einer Leistungsverbesserung alter Hühnerrassen trug zumindest in Großbritannien Königin Victoria unmittelbar bei. Victoria und ihr Prinzgemahl Albert erhielten im September 1842 von dem aus Asien zurückkehrenden britischen Seefahrer und Polarforscher Edward Belcher fünf Hennen und zwei Hähne geschenkt, die sich in ihrer Zahmheit, ihrem kompakten Körperbau, ihrer Größe und ihrer reichen Befiederung auffallend von traditionellen britischen Rassen wie dem Dorking unterschieden. Belchers Herkunftsangaben seines Mitbringsels aus Asien sind widersprüchlich. Er nannte die kleine Hühnerschar sowohl Vietnamesische Shanghai Geflügel als auch Cochin China Geflügel, tatsächlich stammten die Hühner möglicherweise aber aus Malaysia.
Queen Victoria ließ für die Hühner eine große Voliere errichten, ernannte einen Pfleger für sie und begann eine sehr erfolgreiche Zucht. Bereits im folgenden Frühjahr erhielt der belgische König Leopold befruchtete Eier dieser „sehr seltenen und sehr interessanten“ Hühnerrasse geschenkt, die heute als Cochin bezeichnet wird. Das königliche Interesse an dieser Hühnerrasse fand in der Presse schnell Beachtung. Bereits 1844 empfahl der Berkshire Chronicle die Rasse zur Einkreuzung in britische Landrassen, wenig später ließ Queen Victoria Hennen und Hähne ihrer Züchtung auf landwirtschaftlichen Ausstellungen zeigen. Damit setzte sie möglicherweise eine Begeisterung für exotische Hühnerrassen in Gang, die zwischen 1845 und 1855 sowohl in Großbritannien als auch in Nordamerika als „The Fancy“ bezeichnet wird und wegen der exorbitanten Preise, die für exotische Rassehühner gezahlt wurde, mit der holländischen Tulpenmanie in der zweiten Hälfte des 16. Jahrhunderts verglichen wird.

## Hühnerrassen

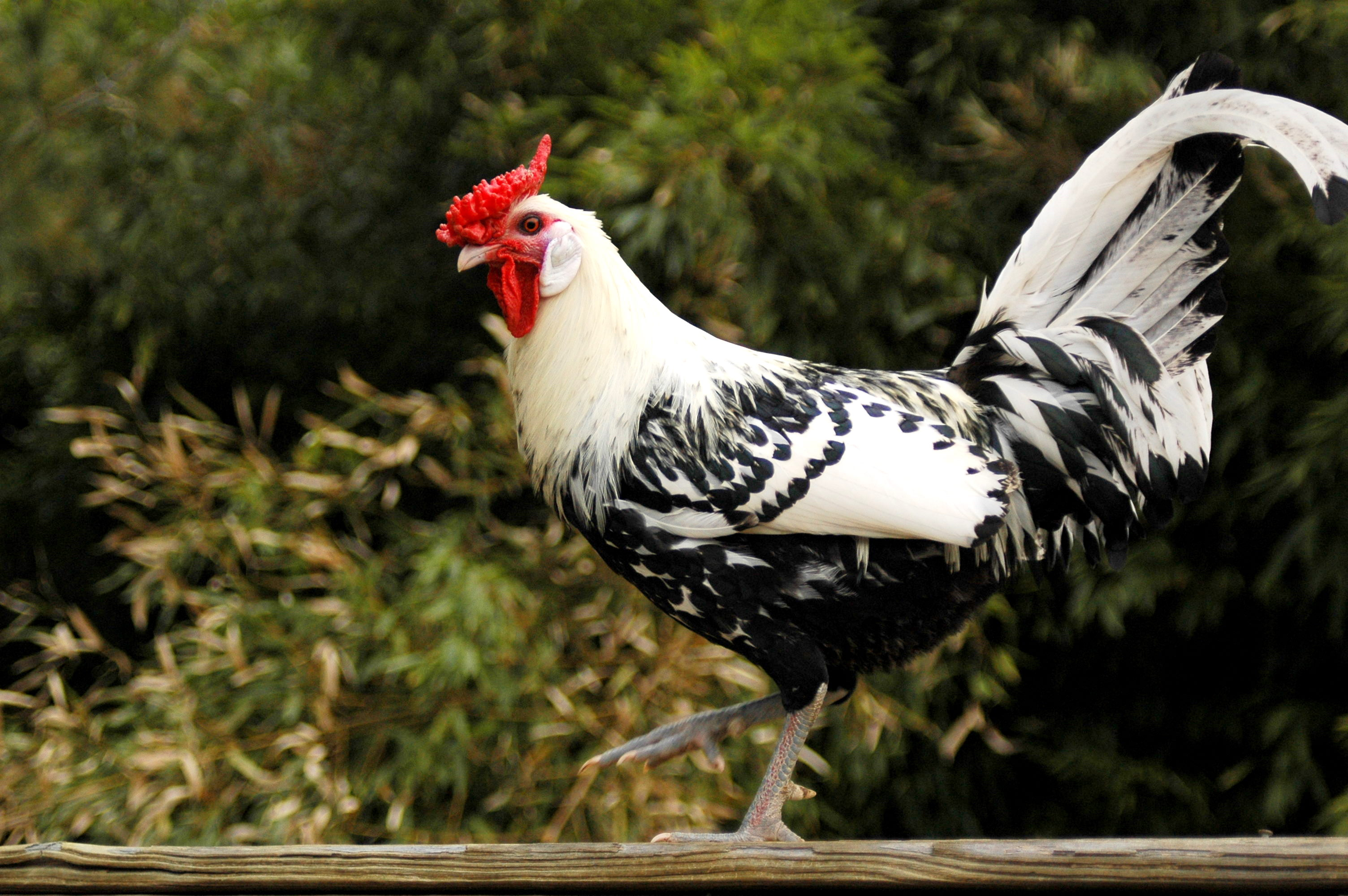
Hahn der Rasse Hamburger

### Definition
Der Begriff „Rasse“ wird innerhalb der organisierten Zucht von Hühnern (und anderen Haustieren) benutzt, um eine Gruppe von ähnlichen Tiere zu bezeichnen, die sich durch eine Kombination von Bau, Größe, Federqualität, Verhalten (z. B. der Krähruf bei Langkrähern) oder anderen Merkmalen kennzeichnen. De facto setzt die Bezeichnung die Anerkennung eines Zuchtverbandes mit Formulierung eines Rassestandards voraus. Innerhalb einer Rasse können mehrere Farbschläge oder auch andere wechselnde Merkmale (z. B. Kammform) anerkannt werden. Fast alle Rassen gibt es auch als Zwergrasse.

### Hühnerrassen weltweit
Zurzeit werden im europäischen Rassegeflügelstandard über 180 bekannte Rassen und Farbenschläge unterschieden. Über die ganze Erde werden noch viele andere Sorten gezüchtet, teilweise mit Extremmerkmalen oder einer außergewöhnlichen Anpassung an klimatologischen Umständen wie Kälte oder Dürre.

### Relevanz der Rassegeflügelzucht
Um die Biodiversität zu erhalten, ist die Züchtung von Rassehühnern wünschenswert, diese Zuchtarbeit wird allerdings fast nur noch von Hobbyzüchtern geleistet. Wirtschaftlich spielen Rassehühner so gut wie keine Rolle mehr, in der Agrarindustrie dominieren einige wenige je nach Verwendungszweck auf schnelles Wachstum oder hohe Legeleistung hin „optimierte“ Hybridhühner, deren genetisches Material sich im Besitz einiger weniger international tätiger Konzerne befindet. Alte Rassen sind sehr häufig sogenannte Zweinutzungsrassen, die sowohl eine große Zahl Eier legen als auch hinreichend schnell Gewicht zunehmen, um als Schlachtvieh genutzt zu werden. Traditionelle Zweinutzungsrassen des Huhns sind beispielsweise Australorp, Deutsches Reichshuhn, Lakenfelder Huhn, Sulmtaler, Sundheimer, Vorwerkhuhn, Deutscher Sperber und Welsumer.

### Hybridhühner

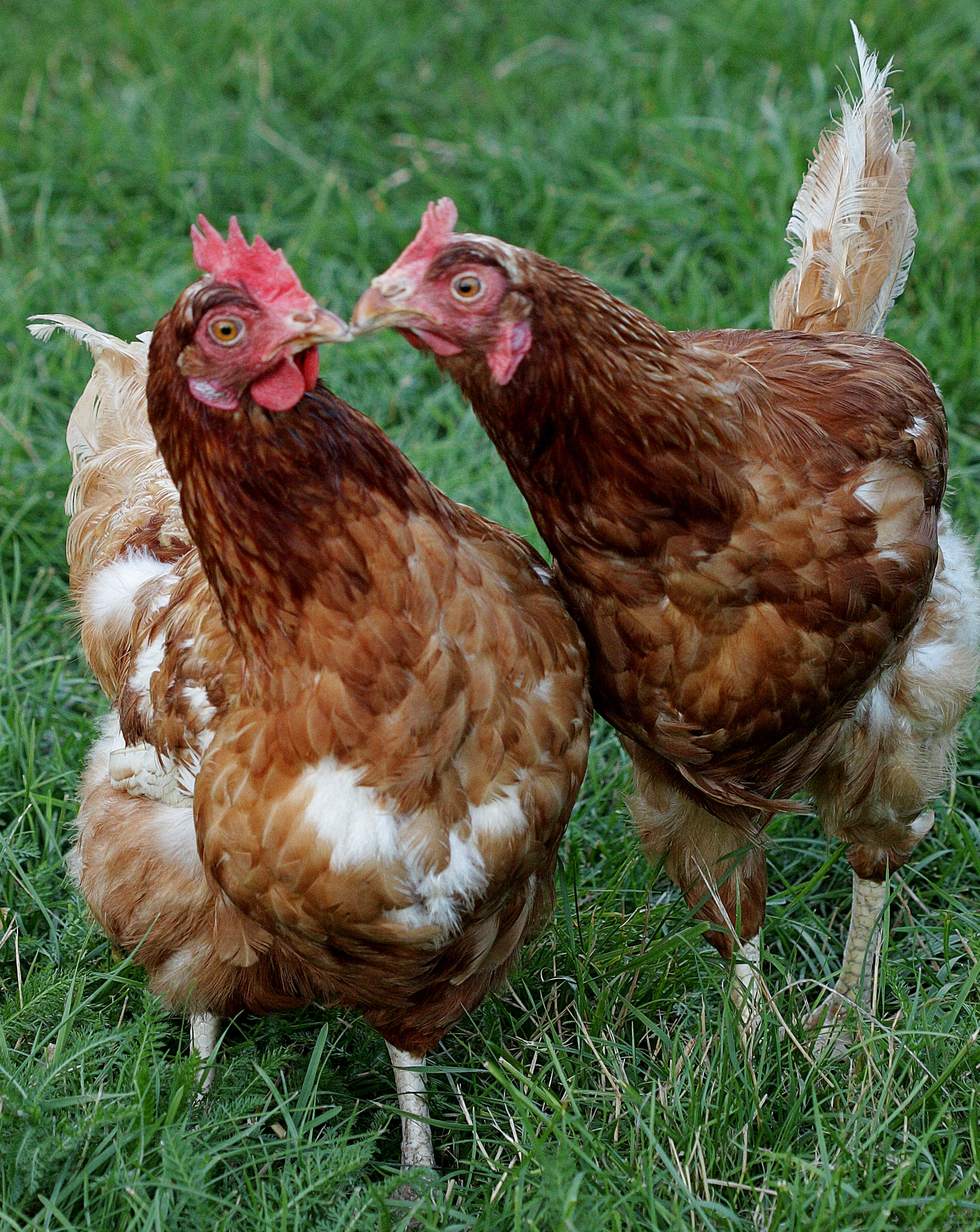
Legehybridhennen

In der gewerblichen Fleisch- und Eierproduktion werden meist Hybridrassen genutzt (siehe Geflügel). In Deutschland gibt es etwa 44 Millionen Legehennen. Die einseitige Zucht auf ein Leistungsmerkmal führt dazu, dass es für männliche Küken keinen Marktbedarf gibt, da diese keine Eier legen können und als Masthähnchen zu langsam wachsen sowie einen hohen Nahrungsbedarf haben. Deshalb werden die Küken innerhalb weniger Stunden nach dem Schlüpfen getötet. Es gibt daher einzelne Versuche, auch bei der konventionellen Hybridhühnerzucht zu einer Zweinutzung zurückzukehren. Weibliche Küken des Zweinutzungshuhns werden als Legehennen aufgezogen. Männliche Küken des Zweinutzungshuhns werden mit etwa drei Wochen Alter separiert und gemästet für eine spätere Fleischnutzung.

## Produktion und Konsum

### Zunahme des Konsums
Hühnerfleisch erlebte in den vergangenen Jahrzehnten eine ungewöhnliche Nachfragesteigerung. Der weltweite Konsum an Hühnerfleisch hat sich von 1960 bis 2010 von 2,4 kg auf 11 kg pro Kopf mehr als vervierfacht. Folgende Ursachen werden hierfür genannt: In der zunehmend überernährten westlichen Welt wuchs der Bedarf an fettarmem Fleisch. In den Entwicklungs- und Schwellenländern erweisen sich die fehlenden Kühlmöglichkeiten als ausschlaggebend. Während ein Huhn von einer Familie an einem Tag verzehrt werden kann, fehlen für verbleibendes Fleisch von geschlachteten Schweinen oder Rindern geeignete Lagermöglichkeiten. Ein weiterer Grund ist in der wirtschaftlich äußerst effizienten Aufzucht von Hühnern zu sehen. Ein Küken wiegt nach dem Schlüpfen etwa 40 Gramm, nach zwei Wochen etwa das 10fache und nach einem Monat erreicht das Masthuhn mit etwa 1,5 Kilogramm sein Schlachtgewicht. Ein Huhn benötigt circa 1,6 kg Futter, um 1 Kilogramm Fleisch zu produzieren. Zum Vergleich: Ein Schwein benötigt dazu 3 Kilogramm, ein Rind 8 Kilogramm. Noch vor 50 Jahren musste ein Huhn dreimal so viel fressen (5 Kilogramm) und benötigte dafür die doppelte Zeit (zwei Monate). Weitere Produktivitätssteigerungen resultieren daraus, dass während der Mast nur noch 3 % der Tiere sterben, während es früher bis zu 20 % waren. Dies wird auf verbesserte Hygiene und effektiveren Medikamenteneinsatz zurückgeführt. Während 1960 noch 6 Milliarden Tiere geschlachtet wurden, waren es 50 Jahre später bereits 45 Milliarden.

### Relevanz von Hühnerfleisch
Bis ins 18. Jahrhundert wurde das Haushuhn nicht nur zur Ernährung des Menschen, sondern auch in der Heilkunde eingesetzt – etwa in einer Hühnertherapie, bei der Fleisch, Hoden, Magen, Magenhaut, Hirn, Leber, Hahnenkamm, Fett, Galle und Hühnermist kombiniert wurden. Die Bedeutung des Haushuhns für die Ernährung des Menschen lässt sich auch an den Unruhen ablesen, die steigende Eier- oder Hühnerfleischpreise auslösen. 2012 kam es zu Straßendemonstrationen, als in Mexiko, dem Land mit dem höchsten Pro-Kopf-Eierverzehr, Millionen von Haushühnern auf Grund einer Vogelgrippe getötet werden mussten und sich daraufhin der Eierpreis verdoppelte. Steigende Hühnerfleischpreise waren einer der Auslöser, die zur Revolution in Ägypten 2011 beitrugen. Die in Wirtschaft und Verwaltung weit verbreitete Korruption wurde von den Protestierenden unter anderem mit dem Schlachtruf kommentiert: „Sie essen Tauben und Hühner, während wir jeden Tag Bohnen essen.“ Aus Sorge, dass sich Vergleichbares im Iran ereignen würde, verbot im gleichen Zeitraum der iranische Polizeichef dem nationalen TV-Sender, Bilder von Hühnerfleisch-essenden Personen auszustrahlen, nachdem in dem Land sich die Preise für Hühnerfleisch verdreifachten.
Hühnerhirn wurde früher in der Heilkunde eingesetzt.

### Bruderkükenproblematik
Aufgrund der Kommerzialisierung und Intensivierung der Hühnerzucht werden weltweit pro Jahr Milliarden Küken getötet, da sie nicht wirtschaftlich genug sind. Es handelt sich hier meist um die männlichen Küken von Legehühnern. In Europa wird diese Praxis aus Sicht des Tierschutzes als fragwürdig gesehen.

### Induzierte Mauser bei der Eierproduktion
In den meisten modernen Produktionskontexten für Eier werden Haushühner in Produktionszyklen gehalten und regelmäßig durch eine neue Population ersetzt, wenn wirtschaftliche Gründe dafür sprechen. Um den Populationszyklus einer Population über eine Legeperiode hinaus zu verlängern, induziert man eine Mauser, da Hühner während dieses Prozesses ihre reproduktiven Organe erneuern.
Mit einer induzierten Mauser können Hühner eine oder zwei weitere Perioden in der industriellen Eierproduktion genutzt werden bei Legemengen, die oft nur leicht unter den Maximalwerten der ersten Saison liegen.
Für die USA schätzte man 2003, dass bei 70 % der Hühnerpopulationen eine Mauser durch Nahrungsentzug induziert wird.
In Großbritannien ist die Induktion der Mauser durch Nahrungs- oder Wasserentzug verboten.

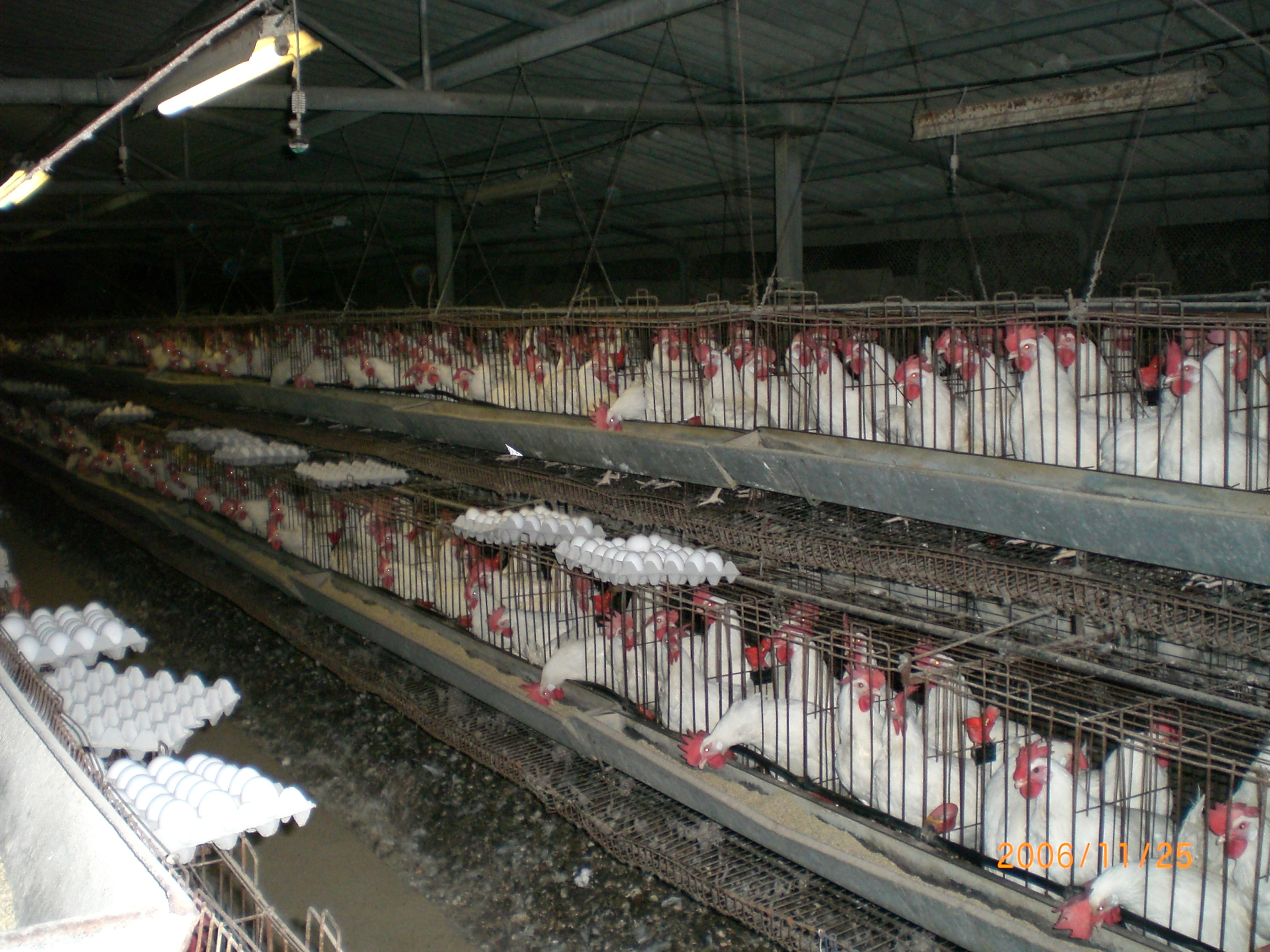
Industrielle Hühnerhaltung: Legebatterie

Etwa ab den 1950er Jahren wurden die Beleuchtung, die Temperatur und weitere Umgebungsparameter, und damit der Zeitpunkt der Mauser, in größeren Hühnerställen kontrolliert.
Historisch wurde die Mauser der Hühner durch den Wintereinbruch und die damit verbundenen verkürzten Tageslichtperioden und anderen Umweltstress induziert.
Das führte zu steigenden Marktpreisen, da in dieser Zeit Eier knapp werden.
Daher hatten Hühnerhalter ein Interesse, die Mauser ihrer Hühner so lange wie möglich hinauszuzögern, um von den hohen Preisen zu profitieren.
In modernen Produktionskontexten fehlt der Stresseinfluss, der Hühner zur Mauser veranlassen würde, was nach etwa einer Legesaison zu einem Rückgang der Legemenge und zu einer schlechteren Verwertbarkeit der Eier führt.
Um eine Mauser zu induzieren, lässt man die Population für 7–14 Tage hungern – in Experimenten auch bis zu 28 Tage.
Während dieser Periode verlieren die Hühner etwa 30 % ihres Körpergewichts und ihre Federn.
Die Sterberate beim Mausern lässt sich laut Lehrliteratur im optimalen Fall bei 1,25 % in dem ein- bis zweiwöchigen Zeitraum halten (Die durchschnittliche Sterberate liegt in kommerziellen Legebetrieben bei 0,5–1 % pro Monat während eines Produktionszyklus).
Neben dem vollständigen Nahrungsentzug gibt es auch die Möglichkeit, nur bestimmtes Futter zu geben, um durch einen Mangel an bestimmten Nährstoffen die Mauser zu induzieren.
Als die erste Beschreibung einer induzierten Mauser gilt das Verfahren in Morley A. Jull: Poultry Husbandry. (1938 McGraw-Hill).

### Die größten Hühnerfleischproduzenten

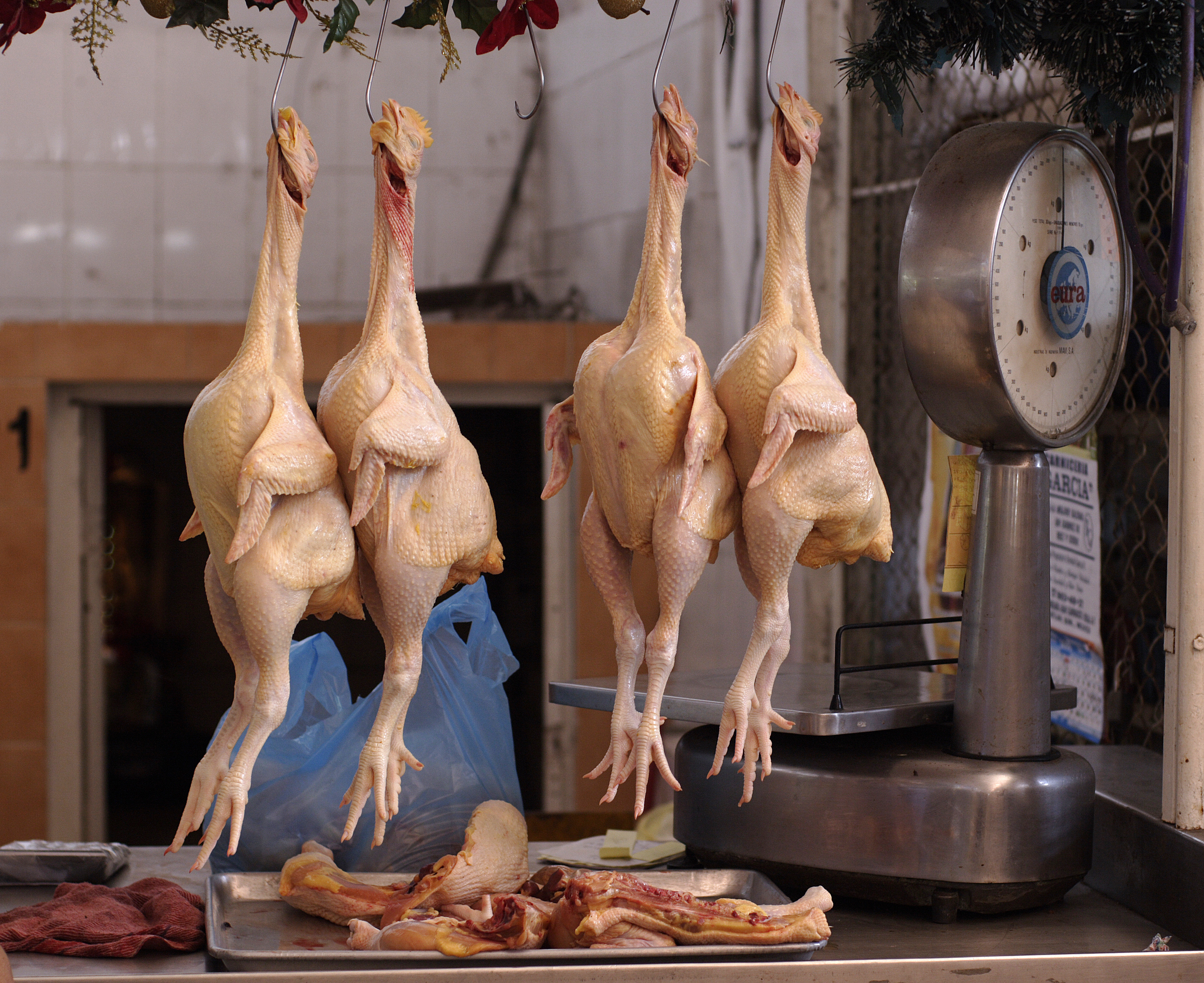
Hühner auf einem Markt in Mexiko

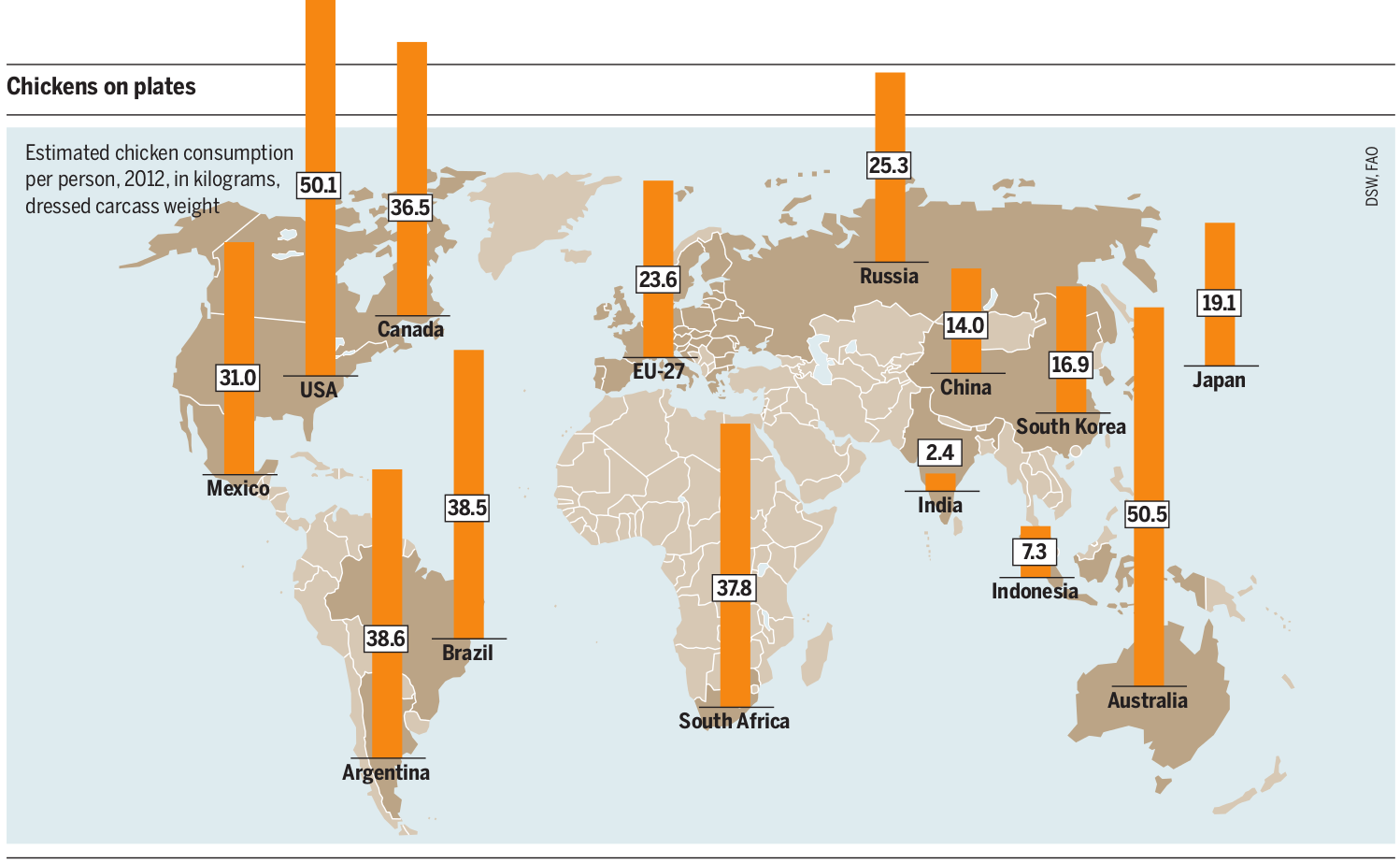
Geschätzter Hühnerfleischverzehr im Jahr in kg. Basierend auf Zahlen aus dem Jahr 2012

Die drei wichtigsten Erzeugerländer für Hühnerfleisch sind die USA, China und Brasilien. Die bedeutendsten europäischen Produzenten sind Spanien, Großbritannien und Frankreich.
| Rang | Land       | Produktion in Tsd. t | Rang | Land        | Produktion in Tsd. t |
| ---- | ---------- | -------------------- | ---- | ----------- | -------------------- |
| 1    | USA        | 22.934               | 11   | Iran        | 2.233                |
| 2    | China      | 22.306               | 12   | Argentinien | 2.193                |
| 3    | EU-28      | 15.629               | 13   | Thailand    | 1.850                |
| 4    | Brasilien  | 14.235               | 14   | Malaysia    | 1.778                |
| 5    | Russland   | 4.502                | 15   | Südafrika   | 1.739                |
| 6    | Indien     | 3.744                | 16   | Kanada      | 1.525                |
| 7    | Mexiko     | 3.437                | 17   | Ukraine     | 1.381                |
| 8    | Indonesien | 2.380                | 18   | Australien  | 1.289                |
| 9    | Türkei     | 2.305                | —    |             |                      |
| 10   | Japan      | 2.293                | —    |             |                      |

### Haltungsarten
- Geflügelproduktion
- Freigehege
- Freilandhaltung
- Kleingruppenhaltung
- Mobilstallsystem
- Hühnertraktor
- Ökohaltung

## Das Haushuhn in der Kunst

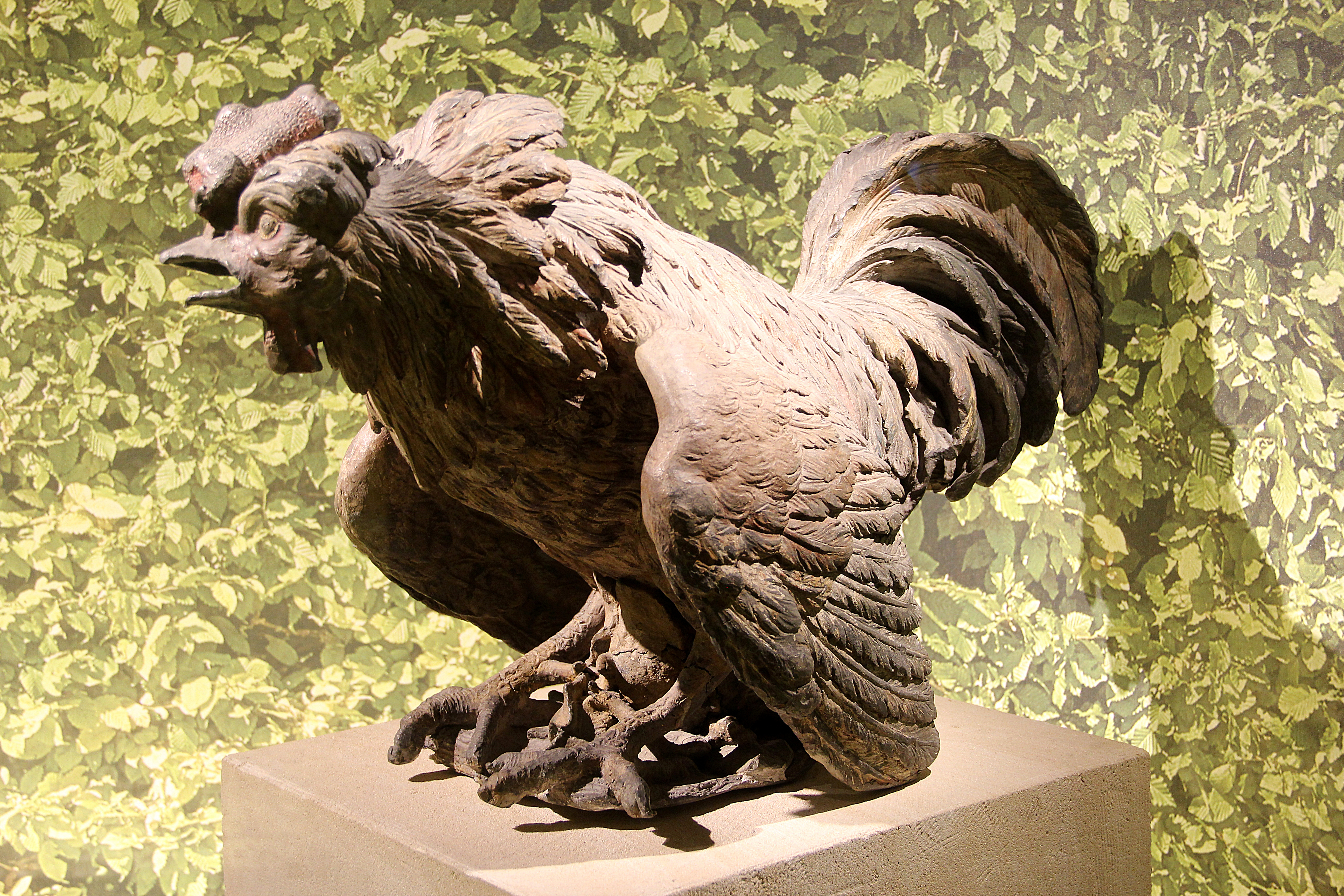
Brunnen bekannt als „Hahn und der Fuchs“ in Versailles.

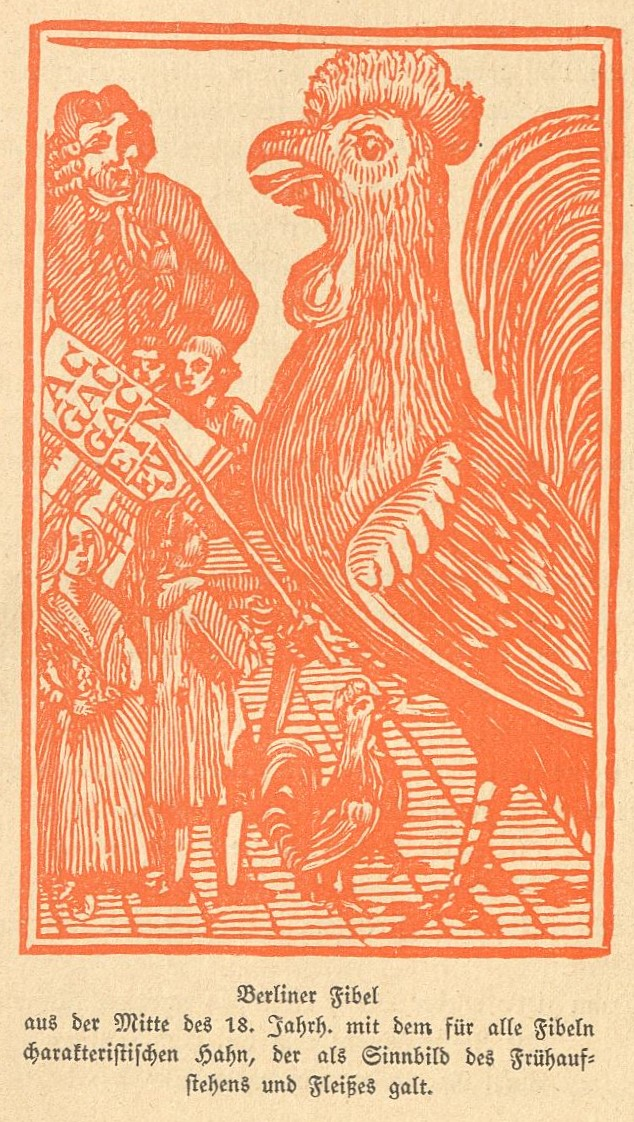

### Filme
- In dem experimentellen Kurzfilm schwarzhuhnbraunhuhnschwarzhuhnweißhuhnrothuhnweiß oder put-putt spielt ein Huhn die Hauptrolle. Der Film von Werner Nekes aus dem Jahr 1967 zeigt ein fressendes und dann sterbendes Huhn.
- Im Stop-Motion-Film Chicken Run – Hennen rennen treten Hühner als Hauptcharaktere auf.
- Das Huhn „Chocolate“ war der große Star in einem Schweizer TV-Spot.[84][85]
- 1984 gab es den Kinderfilm Flußfahrt mit Huhn.
- Das Fest des Huhnes ist eine 1992 produzierte österreichische Mockumentary für die Sendung Kunst-Stücke.
- Der Animationsfilm Himmel und Huhn erschien 2007.

### Sonstiges
- Ein Haushuhn-Hahn ist Mitglied der Bremer Stadtmusikanten im gleichnamigen Märchen der Brüder Grimm.
- Ich wollt’, ich wär ein Huhn ist ein populäres Lied aus den 1930er Jahren.